# قريه القمع
قرية القمع تبعد حوالي عشرون كيلو متر جنوبا عن بلجرشي في السعودية. وتقع على الطريق العام إلى ابها من ضمن قرى قبيلة بالشهم
عدد سكان القرية حوالي ثمان مائة نسمة تقريباً.
تنقسم قرية القمع إلى عدة اقسام وهي غيثه، سميره، رهجان، الحبوة، الشعب، الشفا، الهيلا، سيل خشاش. 
وهي قرية زراعيه تحتوي على الكثير من الأراضي الزراعيه. يوجد بها سد الرهوه، وجبل المجمر الشهير بلونه البركاني. 